# VallaBici
VallaBici fue un servicio de alquiler de bicicletas públicas que se implantó en la ciudad de Valladolid en mayo de 2013, promovido por el Ayuntamiento de Valladolid y explotado por la empresa UsualBike y que finalizó su concesión el 13 de febrero de 2023, dando paso a BIKI.
El servicio contó, en algún momento de su historia, con más de 2.000 usuarios y tuvo 34 estaciones repartidas por la ciudad.
En los últimos años de servicio tuvo muchos problemas, apenas había bicicletas y los puntos de anclaje fallaban bastante, con el consiguiente cabreo de los usuarios, uno de los motivos por el que el sistema fue empeorando y se fue sumando el nulo mantenimiento por parte de la concesionaria.

## Alta y Tarifas

### Abono de corta duración
El abono de corta duración de VallaBici fue válido durante 7 días consecutivos. La primera hora tenía un coste de 1 Euro y las siguientes tenían un coste de 2 Euros por cada hora.
El coste de este abono era de 5 euros, cantidad de la que se descuenta dinero según se use la bicicleta. La primera hora tenía un coste de 1 euro, la segunda y siguientes 2 euros.

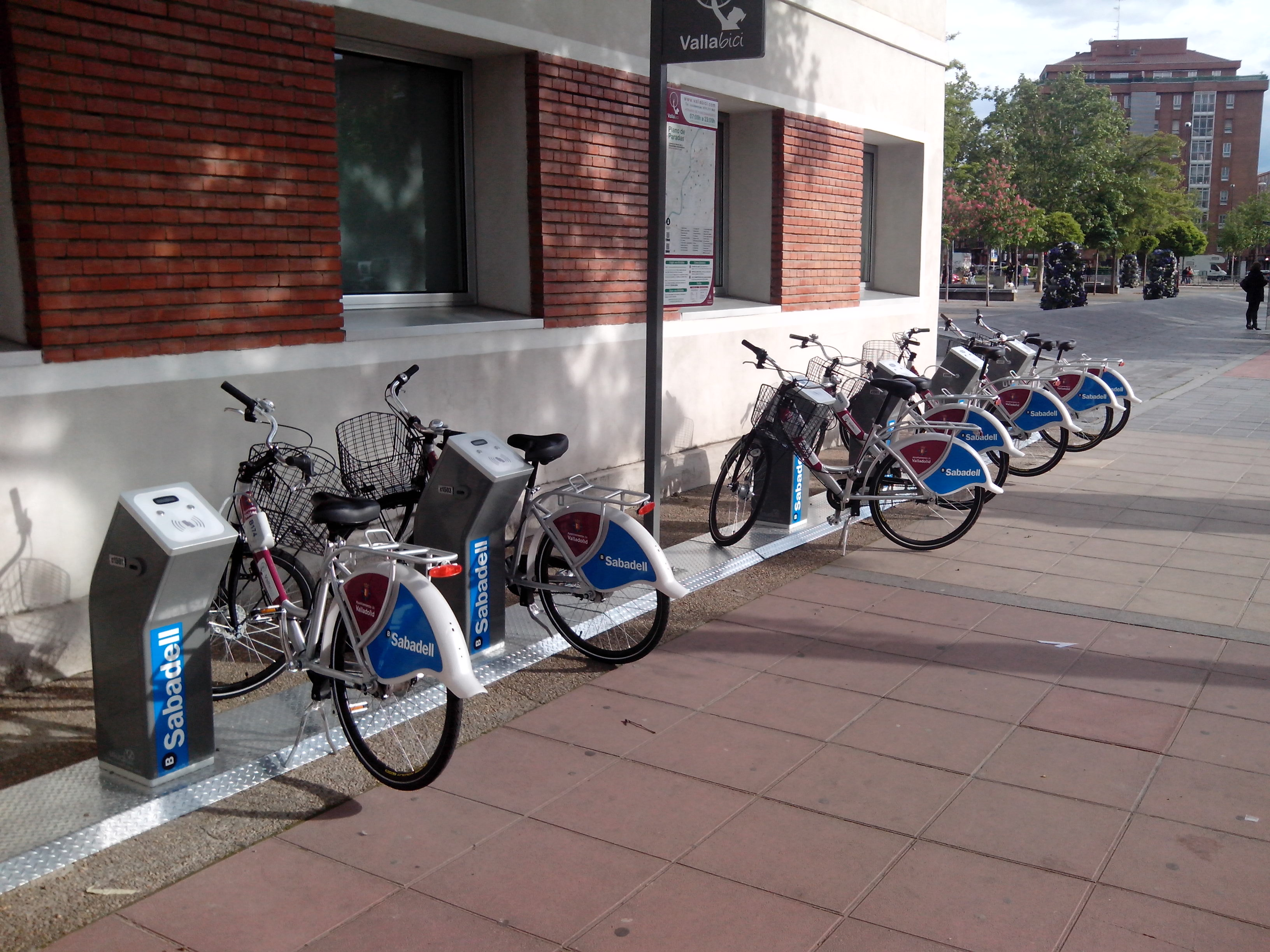
Parada de VallaBici del Antiguo Matadero

Cuando comenzó el sistema de préstamo en mayo de 2013 al darse de alta en el sistema con este abono había que abonar  150,00 € como fianza. Esta fianza quedaba vinculada a la duración de la tarjeta de corta duración, con lo que al finalizar la misma, era devuelta íntegramente (siempre que no hubiera sufrido daños la bicicleta usada).
Para inscribirse, bastaba con dirigirse a la oficina de VallaBici en la Calle General Ruiz 3 o bien realizar un formulario por internet en la web www.vallabici.com.

### Abono de larga duración
El abono de larga duración de VallaBici fue válido durante 1 año, y se podían realizar un número ilimitado de trayectos en bicicleta. 
Los primeros 30 minutos de cada trayecto eran gratuitos. Una vez trascurridos los 30 minutos, la siguiente hora de utilización tenía un coste de 0,50 Euros, la segunda tenía un coste de 1 Euro, mientras que la tercera y cuarta 2 euros cada una. Si se usaba más de 4 horas se inhabilitaba al usuario durante los 5 siguientes días.
La inscripción tenía un coste anual de 25 Euros, tarifa que no se modificó durante toda la concesión.
Para inscribirse, basta con dirigirse a la oficina de VallaBici en la Calle General Ruiz 3 o bien realizar un formulario por internet en la web www.vallabici.com.

## Condiciones de uso
Al retirar una bicicleta, se disponen 30 minutos gratuitos con el abono de larga duración.
Tras la entrega de una bicicleta en una estación, el usuario tiene la posibilidad de poder retirar de la estación otra bicicleta a los 5 minutos para volver a usar el servicio.
Actualmente el servicio está activo las 24 horas del día.

## Bicicletas y estaciones
Existían alrededor de 200 bicicletas repartidas por las 34 estaciones presentes en la ciudad. Las bicicletas estaban numeradas y tenían un diseño atractivo y característico con el fin de evitar robos. 
Las bicicletas disponían de los siguientes elementos de seguridad: 
- Alumbrado de luces delanteras y traseras con dinamo integrada.
- Frenos de tambor delanteros y traseros integrados en los cubos de las ruedas.
- Timbre.

Las bicicletas disponían de las siguientes prestaciones complementarias: 
- Ajuste de sillín en altura
- Cesta delantera

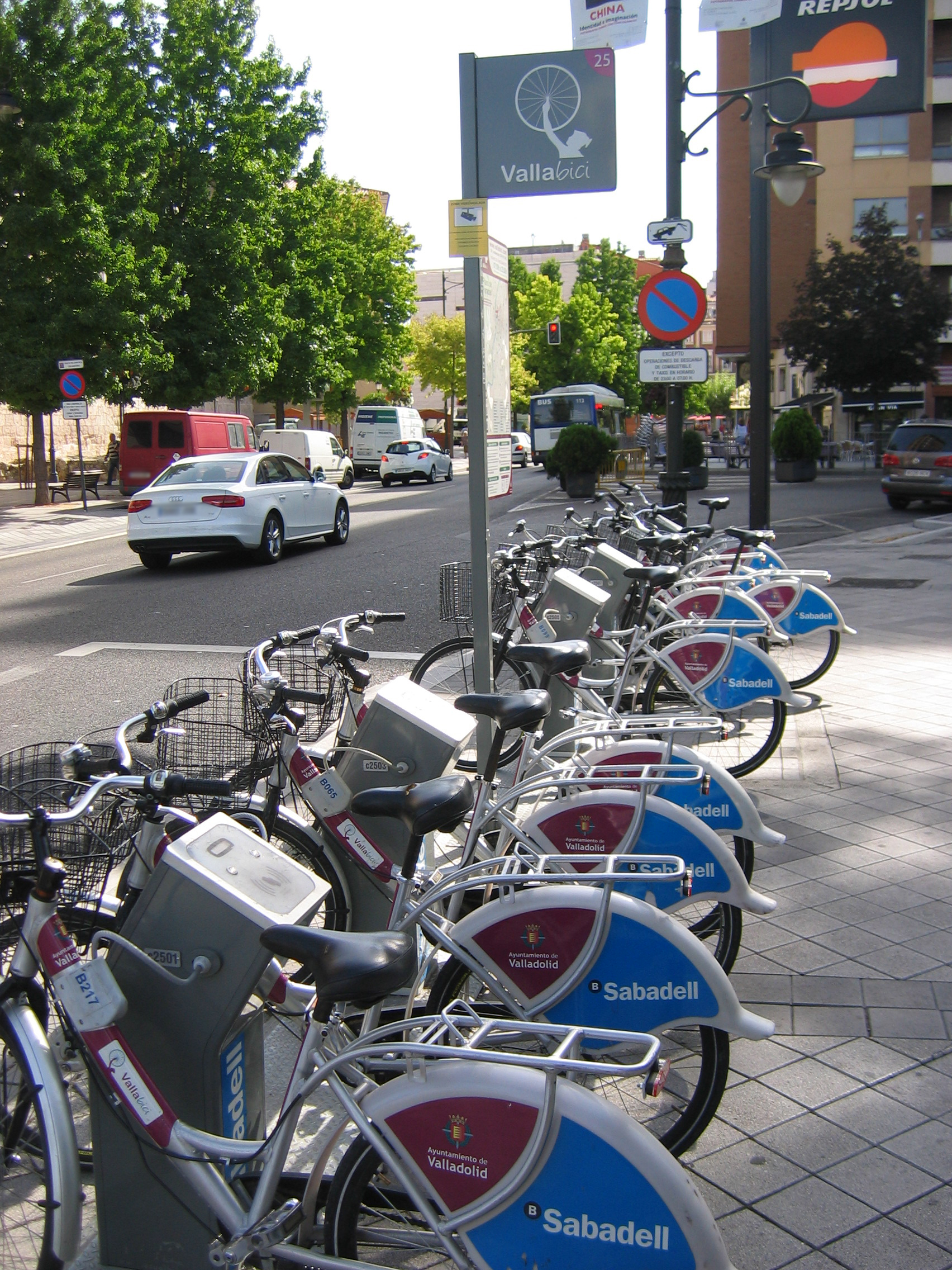
Parada de VallaBici de Plaza Poniente

Las estaciones estaban distribuidas a lo largo de la ciudad, existiendo un total de 34:
- 1. Fuente Dorada.
- 2. Estación de trenes Adif.
- 3. Plaza de la India.
- 4. Plaza del Milenio.
- 5. Plaza Ribera de Castilla.
- 6. CC Pilarica.
- 7. Paseo de Zorrilla - Juan de Austria.
- 8. Fuente el Sol.
- 9. Feria de Muestras.
- 10. CE Arturo Eyries.
- 11. CDO Covaresa.
- 12. Plaza Circular.
- 13. Escuela de Idiomas.
- 14. CC Esgueva.
- 15. Espacio Joven.
- 16. Plaza Marcos Fernández (Parquesol).
- 17. VallSur.
- 18. Avenida Segovia.
- 19. CC Zona Este.
- 20. Plaza Madrid.
- 21. Campus Miguel Delibes.
- 22. Plaza Trinidad.
- 23. Hospital Río Hortega.
- 24. Plaza Colegio Santa Cruz.
- 25. Plaza Poniente.
- 26. Paseo Filipinos.
- 27. Cadenas de San Gregorio.
- 28. Plaza Juan Pablo II.
- 29. Plaza Zorrilla.
- 30. Paseo Arco de Ladrillo.
- 31. Miaja de la Muela
- 32. Facultad de Medicina
- 33. Avda. Santander, 15
- 34. Ingenierías Industriales